# دبلجة المحقق كونان
المحقق كونان (باليابانية: 名探偵コナン، تُنطق ميه‌‌تانتيه كۆنان أي المحقق العظيم كونان) وتُترجم رسميًا إلى المُحقق كونان هي سلسلة مانغا للكاتب غوشو أوياما، حُولِّت إلى مسلسل أنمي وحلقات أوفا وأفلام أنمي وألعاب فيديو ووسائط أخرى يابانية بدأت المانغا في 18 يونيو عام 1994 وتحولت إلى مسلسل أنمي في 8 يناير 1996 في اليابان.
أُذيعت الحلقة الأولى في 8 يناير 1996 وعرضت الحلقات بالتوالي إلى أن وصلت إلى أكثر من 1163 حلقة، وبذلك يحتل المركز الخامس عشر في قائمة أكثر الأنميات من حيث عدد الحلقات. يتم عرض حلقة واحدة من الأنمي أسبوعيًّا على تلفزيون نيبون إلا في حالات عرض الأفلام فإنها قد تتأجل إلى أسبوعين أو أكثر أو قد تعرض حلقة خاصة للفيلم تعرض في نفس أسبوع صدوره. كما بُني على السلسلة 28 فيلمًا، التي عادة لا يكتبها المؤلف ذاته (غوشو أوياما) بل هناك كتاب آخرون يشاركون في تأليف الفيلم وأحيانًا يقتصر الفيلم الواحد على مؤلف واحد. ويتم الإعلان عنها سنويًا في شهر أكتوبر أو نوفمبر عادةً ويتم طرحها في شهر أبريل. اُفتتحت سلسلة الأفلام بصدور أولها بعنوان العد التنازلي لناطحة السحاب (اللحظة الأخيرة في الدبلجة العربية) في 19 أبريل 1997، وبعدها تم إصدار باقي الأفلام بمعدل فيلم لكل عام.
تمت دبلجة الأنمي للغة العربية من قِبَل مركز الزهرة لثمانية عشر سنة متواصلة، من 1998 إلى 2014 ثم استُئنفت خلال سنة 2019 متملثة في جزء تاسع ومن ثم توقفت في منتصف الجزء العاشر لتستئنف في أكتوبر 2024 ووصلت إلى الجزء الحادي عشر وبذالك تكون قد أتممت سبعة وعشرين سنة متواصلة. حيث عُرض لأول مرة على تلفزيون قطر، وقد وصلت الحلقات المُدبلجة إلى 597 (566 بالنّظام الياباني) من أصل 1,164 حلقة.

## نظرة عامة
لاقى المحقق كونان نجاحًا كبيرًا في العالم العربي، ويقوم مركز الزهرة بتولي مهمة الدبلجة العربية، وقد تمت دبلجة 597 (566 بالنّظام الياباني) حلقة إلى اللغة العربية، ويجدر بالذكر أن تقسيم الأجزاء تختلف بالدبلجة العربية عن التقسيمة في اللغة اليابانية وباقي اللغات. بلغ عدد حلقات النسخة اليابانية 1,164 حلقة مما وضعه في المرتبة الخامسة عشرة في قائمة الأنميات الأكثر حلقات، مسلسل المتحري كونان التلفزيوني يستند بأغلبه على المانغا الورقية، على الرغم أن بعض الحلقات في المسلسل حصرية أي غير موجودة في المانغا. كما أن المواسم اليابانية لا تطابق أجزاء الدبلجة العربية تمامًا. وصلت الدبلجة العربية من إنتاج مركز الزهرة إلى عشرة أجزاء بالإضافة إلى الجزء 25، وقد وصل لأكثر من 597 (566 بالنّظام الياباني) حلقة باستثناء 9 حلقات لم تدبلج التي تقابل الحلقات بالياباني (73، 102، 103، 114، 115، 479، 483، 486، 488).

## الدبلجة

### الأفلام
دُبلج عشرون فيلما فقط من أصل 28 فيلماً بواسطة  مركز الزهرة للدبلجة وهي:
1. الفيلم الأول: العد التنازلي لناطحة السحاب تمت دبلجته تحت عنوان (اللحظة الأخيرة).
2. الفيلم الثاني: الهدف الرابع عشر واحتفظ بنفس العنوان.
3. الفيلم الثالث: ساحر القرن الأخير تمت دبلجته تحت عنوان (الرجل اللغز).
4. الفيلم الرابع: أسير في عينيها تمت دبلجته تحت عنوان (الشاهدة الوحيدة).
5. الفيلم الخامس: العد التنازلي للجنة تمت دبلجته تحت عنوان (العد التنازلي نحو المجهول).
6. الفيلم السادس: خيال شارع بيكر تمت دبلجته تحت عنوان (لغز شارع بيكر).
7. الفيلم السابع: تقاطع طرق في العاصمة القديمة و احتفظ بنفس العنوان .
8. الفيلم الثامن: ساحر السماء الفضية تمت دبلجته تحت عنوان (مخادع السماء الفضية)
9. الفيلم التاسع: استراتيجية ما فوق الاعماق تمت دبلجته تحت عنوان (استراتيجية فوق الأعماق).
10. الفيلم العاشر: لحن وداع المتحرين تمت دبلجته تحت عنوان (لحن وداع المحققين).
11. الفيلم التاسع عشر: تباعات الشمس الجهنمية تمت دبلجته تحت عنوان (بين أزهار الشمس والرماد).
12. الفيلم العشرين: الكابوس الأشد سوادا تمت دبلجته تحت عنوان (أطياف ملونة).
13. الفيلم الواحد والعشرين: رسالة الحب القرمزية تمت دبلجته تحت عنوان (لغز الرسائل القرمزية).
14. الفيلم الثاني والعشرين: جلاد زيرو تمت دبلجته تحت عنوان (الجلاد زيرو).
15. الفيلم الثالث والعشرين: القبضة اللازوردية واحتفظ بنفس العنوان.
16. الفيلم الرابع والعشرين: الرصاصة القرمزية واحتفظ بنفس العنوان.
17. الفيلم الخامس والعشرين: عروس الهالووين تمت دبلجته تحت عنوان (عروس شيبويا).
18. الفيلم السادس والعشرين: الغواصة الحديدية السوداء واحتفظ بنفس العنوان.
19. الفيلم السابع والعشرون: لافتة المليون دولار تم دبلجته تحت عنوان (نجم المليون دولار).
20. الفيلم الثامن والعشرون: ذكريات ذي العين الواحدة تم دبلجته تحت عنوان (ومضات من الماضي).

دُبلج أيضا الأفلام التجميعية التالية:
1. قصة حب في مقر الشرطة ~ليلة الزفاف~ تم دبلجته تحت عنوان (ذكريات في مركز الشرطة).
2. قصة آي هايبرا ~قطار الحديد الأسود الغامض~ تم دبلجته تحت عنوان (قصة هيبارا - القطار الغامض والمنظمة السوداء).
3. المحقق كونان ضد كيد اللص الشبح تم دبلجته تحت عنوان (المحقق كونان في مواجهة كايتو اللص الطائر).

### الحلقات
وصلت حلقات المحقق كونان المُدبلجة للعربية إلى 597 (566 بالنّظام الياباني) حلقة في موسمها الحادي عشر وفي موسمها الخامس والعشرين. اللذان يعُرضان في 2024 و 2025، وبذلك يُعتبر أطول عرض تلفزوني مُدبلج للغة العربية.
لا تتطابق المواسم في الدبلجة العربية مع المواسم في العرض الياباني الأصلي، وكذلك لا تتفق أعداد الحلقات فمثلًا الحلقات الخاصة التي تكون مدتها ساعة تُقسَّم لحلقتين منفصلتين. عناوين الحلقات تتغير غالبًا لتدل على مضمون الحلقة بشكل أعمق.

## الأغاني في الدبلجة العربية
رغم أن شارة مقدمات المسلسل ونهاياته تختلفان مع كل جزء ليفوق عددها المئة في النسخة اليابانية، إلا أن النسخة العربية حافظت على نفس أغنية المقدمة بأداء رشا رزق للأربعة أجزاء الأولى مع إنتاج نسخة روك بنفس الكلمات واللحن بأداء طارق العربي طرقان من الجزء الخامس حتى الجزء الثامن. تغيرت المقدمة ابتداءً من الجزء التاسع بأداء رشا رزق و أغنية نهاية مختلفة بأداء سونيا بيطار و عاصم سكر.
شارات الأجزاء الثلاثة الأولى هي من ناحية الصور نفس الشارة الأولى المستخدمة في الموسم الأول الياباني، لكن منذ الموسم الرابع أصبحت تستخدم تركيبة من شارات المواسم اليابانية التي أتت منها الحلقات. الحلقة الوحيدة التي عرضت في دبلجتها الشارة الأصلية الافتتاحية اليابانية (بنسخة توزيع الكاراوكي بدون الكلمات) كانت الحلقة الأولى نظرا أن الافتتاحية كانت جزءا من الحلقة، إضافة إلى دبلجات الأفلام التي حافظت على الأغنية الأصلية اليابانية للخاتمة، وبعض الحلقات من المواسم الثلاثة الأولى التي احتفظت دبلجاتها ببعض الخلفيات الغنائية بالصوت الياباني دون تغيير. بيد أن الغالب إسقاط أو حذف الأغاني بالكلمات اليابانية، التي يعد ارتفاع كلفة ضمان حقوقها سببا لذلك.

## الممثلون
| اسم الشخصية         | الأصوات اليابانية | اسم الدبلجة     | الأصوات العربية |
| ------------------- | ----------------- | --------------- | --- |
| كونان إيدوغاوا      | مينامي تاكاياما   | كونان إيدوجاوا  | آمال سعد الدين |
| شينتشي كودو         | كابيه ياماغتشي    | سينشي كودو      | مأمون الفرخ (الجزء 1 + الجزء 2 + القسم الأول من الجزء 9 + الفيلم 22) زياد الرفاعي (الجزء 3 + الجزء 4 + الجزء 5 + الفيلم 1) فادي وفائي + رأفت بازو (الجزء 6) كامل نجمة (الجزء 7 + الجزء 8 + الفيلم 2 + الفيلم 3 + الفيلم 4) طارق المسكي (القسم الثاني والثالث من الجزء 9 + الفيلم 19 + الفيلم 20 + الفيلم 21 + الفيلم 23 + الفيلم 24) طالب الرفاعي (القسم الرابع من الجزء 9 + الجزء 10 + الجزء 11 + الفيلم 5 + الفيلم 6 +الفيلم 7 + الفيلم 8 +الفيلم 9 + الفيلم 25 + الفيلم 26 + الفيلم 27) |
| كوغورو موري         | أكيرا كاميا       | توغو موري       | مروان فرحات |
| ران موري            | واكانا يامازاكي   | ران موري        | سمر كوكش نور أبو حسون (القسم الثاني من الجزء 8) |
| سونوكو سوزوكي       | ناوكو ماتسوي      | سوكو سوزوكي     | رندة جليلاتي (الجزء 1) آمنة عمر (الجزء 2 + الجزء 3 + الجزء 4 + الجزء 5 + الجزء 6) جيهان قرحيلي (الجزء 8) صابرين الورار (الجزء 9 + الجزء 10 + الجزء 11 + الجزء 25 + الفيلم 5 + الفيلم 6 + الفيلم 8 + الفيلم 9 + الفيلم 10 + الفيلم 19 + الفيلم 20 + الفيلم 21 + الفيلم 24 + الفيلم 25 + الفيلم 26 + الفيلم 27) |
| بروفيسور أغاسا      | كينيتشي أوغاتا    | دكتور أغاسا     | مروان فرحات |
| كايتو كيد           | كابيه ياماغتشي    | اللص الطائر كيد | مكسيم خليل (الجزء 2) زياد الرفاعي (الجزء 4) رأفت بازو (الجزء 5 + الجزء 8 + الجزء 9 + بعض حلقات الجزء 25) رائد مشرف (الفيلم 3) عادل أبو حسون (الجزء 11 + بعض حلقات الجزء 25 + الفيلم 10 + الفيلم 27) |
| المفتش ميغوري       | تشافورين          | المفتش ميغوري   | قاسم ملحو (الجزء 1 + الجزء 2 + القسم الأول من الجزء 3) رأفت بازو (القسم الثاني من الجزء 3) محمد خير أبو حسون (الجزء 4 إلى آخر ما دبلج) |
| واتارو تاكاغي       | واتارو تاكاغي     | واتارو تاكاجي   | زياد الرفاعي (الجزء 3 + الجزء 4 + الجزء 5) رأفت بازو (بعض حلقات الجزء 6) نضال حمادي (الجزء 6 + الجزء 7 + قسم من الجزء 8 + بعض الأفلام) طارق المسكي (القسم الأول والثاني والثالث من الجزء 9 + الفيلم 20 + الفيلم 22 + الفيلم 24) أسعد سنديان (القسم الأخير من الجزء 9 + الجزء 10 + الجزء 11 + الجزء 25 + الفيلم 5 + الفيلم 7 + الفيلم 8 + الفيلم 9 + الفيلم 10 + الفيلم 25) |
| آي هايبرا           | ميغومي هاياشيبارا | هيبارا          | فاتن عيدو (الجزء 4 + قسم من الجزء 7 + القسم الأول من الجزء 9 + الفيلم 3 + الفيلم 19 + الفيلم 20 + الفيلم 21 + الفيلم 22 + الفيلم 23) لمى الشمندي (الجزء 7 + الجزء 8 + الفيلم 4) صابرين الورار (القسم الثاني من الجزء 9 + الجزء 10 + الجزء 11 + الجزء 25 + الفيلم 5 + الفيلم 6 + الفيلم 7 + الفيلم 8 + الفيلم 9 + الفيلم 10 + الفيلم 24 + الفيلم 25 + الفيلم 26 + الفيلم 27) |
| أيومي يوشيدا        | يوكيكو أواي       | إيومي           | رندة جليلاتي(الجزء 1) مجد ظاظا (الجزء 2 + الجزء 3 + الجزء 4) أميرة حذيفي (الجزء 4 + الجزء 5 + الجزء 6 + الجزء 7 + الجزء 8 + الجزء 9) غفران عبد المجيد (الجزء 10 + الجزء 11 + الجزء 25 + الفيلم 8 + الفيلم 9 + الفيلم 10 + الفيلم 26 + الفيلم 27) |
| ميتسوهيكو تسوبورايا | إيكوي أوتاني      | ميتسو           | رغدة الخطيب |
| غينتا كوجيما        | واتارو تاكاغي     | جينتا           | أمل عمران أسيمة يوسف غدير الشعشاع مهجة الشيخ (حتى الآن) |
| هيجي هاتوري         | ريو هوريكاوا      | هيجي هاتُوري     | رأفت بازو زياد الرفاعي فادي وفائي (بعض الحلقات) فادي الحموي (الجزء 11 + الجزء 25 + الفيلم 10 + الفيلم 27) |
| جودي ستارلنغ        | ميوكي ساواشيرو    | جودي ستارلنغ    | أسيمة يوسف (الجزء 5) رشا بيدس (ظهور جودي الأخير في الجزء 8 + الجزء 9 + الجزء 10 + الجزء 11 + الفيلم 20 + الفيلم 24 + الفيلم 26) |
| أكاي شويتشي         | شويتشي إيكدا      | أكاي شويتشي     | مأمون الرفاعي (الجزء 7 + الجزء 9) رأفت بازو (الجزء 8 + الجزء 10 + الجزء 11 + الفيلم 20 + الفيلم 24 + الفيلم 26) |

## تغييرات الدبلجة
قام مركز الزهرة بعدة تغييرات في طريقة بث العمل:

طابع مزدوج عليه صورة كونان وصورة ران.

- لا تدمج البدايات ولا النهايات الموسيقية بالحلقات (أي أن أغنية البداية تُعرض أولًا ثم الحلقة). في النسخة اليابانية يتم تغيير شارات البداية والنهاية باستمرار، بينما النسخة العربية تستخدم نفس الأغنية مع تغييرات طفيفة.
- في النسخة اليابانية لا يقسم المسلسل إلى أجزاء.
- في النسخة اليابانية هنالك حلقات خاصة تكون مدتها ساعة أو ساعتين ونصف، أما في النسخة العربية فإنها تقسم لعدة حلقات تكون مدة كل واحدة 25 دقيقة تقريبًا. تغير هذا مع بداية بث العمل على المنصات الرقمية، وأعيد تجميع بعض الحلقات السابقة.

### تغيير الأسماء
- حدث تغيير أسماء بعض الشخصيات لبعض الأسباب قد يكون منها صعوبة لفظها أو التناسب مع الحركة فحدث تغيير:

| - - شينيچي إلى سينشي - إدوگاوا إلى إدوجاوا - كوگورو إلى توگو - سونوكو إلى سوكو - هايبرا إلى هيبارا - ميتسوهيكو إلى ميتسو - گينتا إلى جينتا - أَيومي إلى إيومي - إري إلى ماري ثم إلى آري | - هاتُّوري إلى هاتُوري - شويچي إلى شوچي - الدكتور أرايدي إلى الدكتور أرادي ثم إلى الدكتور أرَداي - تاكاگي إلى تكاجي - چيبا إلى شيبا ثم عادوا إلى چيبا - المفتش شيراتوري إلى المفتش شيرا ثم عادوا إلى مناداته باسم شيراتوري كاملًا - أزوسا إلى زوسا | - كايتو كيد إلى اللص الطائر كيد ثم إلى كايد ثم إلى الفتى الطائر ثم عاد إلى كايتو كيد. - فودكا إلى فوكا ثم إلى فودكو في الجزء الثامن - شارون إلى نينا ثم إلى شيرون - هاغيوارا إلى هاغيارا - موروفوشي إلى مورڤوتشي - يوي إلى يووي - مييكه إلى مايكي |

- حافظت أغلب الأماكن على أسمائها، إلا أن اسم مدرسة تيتان تغير إلى مدرسة السعادة، ولكنه عاد إلى اسم تيتان كما ظهر في الحلقة 387 من الدبلجة المسماة طيف ثانوية تيتان و قد سميت مقهى پوارو الذي يعمل بها أمورو تورو و أزوسا إلى مقهى الربيع.

### توقيت الحلقة
- لا تدمج البدايات ولا النهايات الموسيقية بالحلقات (أي أن أغنية البداية تُعرض أولًا ثم الحلقة). في النسخة اليابانية تُغَيَّر شارات البداية والنهاية باستمرار، بينما النسخة العربية تستخدم نفس الأغنية مع تغييرات طفيفة.  تغير هذا مع الجزء العاشر و الخامس و العشرين ليناسب النمط الياباني مع شارات جديدة للبدابة و النهاية إبتدائا من الجزء التاسع.
- في النسخة اليابانية لا يقسم المسلسل إلى أجزاء بل إلى مواسم، وهي تعرض دون توقف.[ط]
- في النسخة اليابانية هنالك حلقات خاصة تكون مدتها ساعة أو أكثر، أما في النسخة العربية فإنها تقسم لعدة حلقات تكون مدة كل واحدة 25 دقيقة تقريبًا. عرضت الحلقة رقم 983 بعنوان كايتو كيد في مواجهة كومي كحلقة خاصة بالعربي مدتها ساعة بعكس عرضها في اليابان حيث عرضت كحلقتان 983 و 984 في عرضها الأصلي.

### أخطاء في ترجمة القصة
- غُيّر كلام شارون فينيارد كقولها أنها مدربة كريس فينيارد[ي] ولم يذكر شيء عن والد كيد. بينما في النسخة اليابانية قالت أن تويتشي كوروبا هو مدربها.
- بعض الأفلام دبلجت من نص نسخة إنكليزية عوض نص ياباني مثل الحلقات العادية، ما أدى إلى بعض الأخطاء. على سبيل المثال هناك مجرم في الفيلم الثاني سيسقط من مكان عال ويصرخ على الشرطي الذي يمسك يده «أترك يدي» في النسخة اليابانية. لكن في الترجمة العربية قال «اتركني أذهب» وهي ترجمة عمياء حرفية للتعبير المجازي الإنكليزي "Let's go" الذي يوافق المعنى الأصلي.
- في الجزء التاسع، تم استخدام مصطلح «الاستخبارات» للإشارة إلى «FBI» (مكتب التحقيقات الفيدرالي)، وهو تبسيط غير دقيق؛ إذ إن المكتب يُعد جهة تحقيق فدرالية تابعة لوزارة العدل الأمريكية، ويؤدي بعض المهام الاستخباراتية، لكنه ليس جهاز استخبارات بالمعنى الكامل مثل «CIA» (وكالة المخابرات المركزية). لاحقًا، وابتداءً من الجزأين الحادي عشر والخامس والعشرين، تمت ترجمته إلى «الشرطة الدولية»، وهو خطأ شائع في الترجمة؛ إذ إن هذا المصطلح يُطلق على منظمة «الإنتربول» (INTERPOL)، بينما «FBI» هو جهاز تحقيق أمريكي لا يتبع للإنتربول بأي شكل.

### الحلقات التي لم تدبلج

#### لم تدبلج لأسباب رقابية
هناك 5 حلقات لم تعرض بتاتا مدبلجة بالعربية لأسباب رقابية وهي:
- 73: فريق التحري والقضية الكارثية
- 102-103: قضية القتل عند ممثل الأفلام التاريخية
- 114-115: جريمة قتل عدة الغطس

هذه الحلقات كانت في الأصل جزءا من الموسم الثاني والثالث من الدبلجة، لكن المعالجة الإلكترونية في ذلك الوقت لم تكن متطورة، ومواضيع هذه الحلقات لم تكن تتوافق مع معايير أستوديو الزهرة وقتها، إذ أن قضيتين منهما فيها الكثير من ملابس البحر الخليعة، وقضية أخرى تدور كلها حول الخيانات الزوجية.
ظن الجمهور أن هذه الحلقات لم تدبلج أبدا، إلى أن ظهرت بوادر أن الزهرة دبلجتها لكن لم تكمل عرضها وغيرت ترقيم الحلقات، ثم احتفظت بالنسخ المدبلجة في خزائنها. من بين هذه التلميحات:
- استعمال الزهرة أحيانا ترقيما داخليا خاطئا للحلقات المدبلجة، متقدم بخمس حلقات عن الترقيم الظاهر في نسخة البث.
- مواقف كثيرة تشير إلى أن الزهرة تسجل دبلجة صوتية لكامل محتوى الحلقة، حتى لو كانت النسخة التي تبثها أقصر من ذلك بسبب حجب المشاهد.
- حديث الزهرة عن بث 500 حلقة مدبلجة، في حين أن العدد وصل 491 فقط وقت الإعلان، لكن كان ليصل 500 حلقة باحتساب الحلقات المطورة.

بعد ذلك، تأكد جانب من تلك التخمينات عندما ظهرت الحلقة 73 بالترتيب الأصلي في تطبيق سبيستون غو بالأسماء التالية "النجم الأسود" مع رقم الحلقة 75 (الذي في الأصل ذهب إلى الحلقة التي بعدها عند أول بث للدبلجة، ويُعتقد أنه كان الاسم الأصلي لها في الدبلجة قبل سحبها) ثم نشرت النسخة المفقودة المدبلجة عن طريق الخطأ في شهر فبراير 2025 تحت اسم "حلقة محذوفة رقابيا" مع رقم الحلقة 73 (وهو رقمها الياباني الأصلي، والتطبيق يتبع الترقيم الياباني) وكانت بالجودة القديمة وليس المحسنة مثل بقية حلقات التطبيق، والدبلجة القديمة التي لم تنشر. توفرت الحلقة الكاملة للمشتركين في التطبيق ثم سحبت من التطبيق بعد أسبوع.
يدعو حذف هذه الحلقات بالذات دون غيرها للحيرة، لأن الزهرة دبلجت لاحقا حلقات فيها محتوى مشابه لكن مع تغييرات المعالجة الالكترونية المطلوبة (مثل الحلقة 113 من نفس الموسم وأحداثها في البحر أيضا) أو تغيير سياق التصرفات لعدم إظهارها بشكل إيجابي (مثل الحلقة 95 التي كانت فيها مسألة الخيانة الزوجية لكن قدمت بشكل يستنكرها، والحلقات 102-103 لا تقدمها بشكل إيجابي أيضا).
يذكر أن الزهرة تعيد نشر جميع الحلقات السابقة على تطبيق سبيستون غو بإعادة إنتاج على دقة HD للحلقات القديمة بمطابقة صوت الدبلجة القديمة على الصور الأصلية مع معالجة إلكترونية جديدة للصور، وهذا ما قد يحل مشكلة تشكى منها المشاهدون بخصوص رداءة الحجب وإضراره بجودة الحلقة مقارنة بالنسخة اليابانية. لكن ليس معروفا هل تنوي الزهرة أن تعيد إنتاج هذه الحلقات التي فشلت في النشرة الأولى، وتضيفها لنفس التطبيق.

#### لم تدبلج لأسباب أخرى
علاوة على ذلك، ولأسباب إنتاجية، كثيرا ما تغير الزهرة من ترتيب عرض الحلقات، خاصة عندما تكون هناك حلقات خاصة (طولها ساعة أو ساعتان) فتتخطى بعض الحلقات ثم تعود لدبلجتها لاحقا، سواء لأنها أطول من العادة أو لأن معالجتها الإلكترونية (حجبها) تستغرق وقتا أطولا. 
إلا أنها في الموسم الأخير تخطت عددا كبيرا من الحلقات:
- 479: ثلاثة أيام مع هاتوري هيجي (حلقة خاصة لمدة ساعتين)
- 483: الشرطي المفقود
- 486: تمثال القطة العسراء
- 488: شيطان محطة التلفاز (حلقة خاصة لمدة ساعة)

لم تحدد أسباب تخطي هذه الحلقات، ولا يعلم بعد هل تنوي الزهرة العودة إلى دبلجتها.
توجد أيضا حلقات تسويقية للأفلام، وحلقات تلخيصية، وحلقات أوفا حصرية للأشرطة، لم تتحصل على دبلجة بعد.

#### تم تخطيها لمواكبة البث الأصلي
بدأت الزهرة بثا متزامنا منذ الحلقة 1101 بالترجمة والدبلجة، بحيث تحصل كل حلقة يابانية على نسخة عربية في نفس اليوم. تغييرات المحتوى أقل بقليل (خاصة في الترجمة النصية). يبدو أن هذا جاء محاولة للالتحاق بالقصة اليابانية بسرعة، لكن هذا لا يمنع أن بعض الحلقات تتأخر أسبوعا حسب ظروف إنتاج الدبلجة العربية والمعالجة الإلكترونية.
يعني هذا أن هناك أكثر من 500 حلقة قبل الحلقة 1101 تجاوزتها الزهرة ولم تدبلجها، لكن هذا لا يمنع أن الدبلجة منذ الحلقات الأولى بالترتيب مستمرة (500 أول حلقة على الأقل، مع بعض الحلقات تخطوها للأسباب المذكورة أعلاه). قامت الزهرة سابقا بخطة مشابهة مع دبلجة أفلام المحقق كونان ونجحت في سد الفارق ودبلجتها كلها.

### تغييرات الدبلجة
كان هناك بعض التساهل من مركز الزهرة في تعديلات محتوى المحقق كونان لأنهم اعتبروه عملا لن يستمر طويلا بسبب دمويته، لكنهم فوجئوا بشعبيته واستمر العرض، لكن مع تغييرات كثيفة للمحتوى زادت وتيرتها في الموسم الرابع، ثم رجعت إلى مستوى أقل مع تقدم المعالجة الإلكترونية وانتباههم على مسألة احترام العمل أكثر من السابق بقليل.
على ذلك الأساس قام مركز الزهرة بتغيير حبكة الحلقات حسب المواضيع التالية:
- الخمور: استبدلت تسمياتها بالعصائر الطبيعية. حجبت بعض المشاهد التي تظهر الشخصيات في حالة ثمالة أو غيرت حواراتها: مثل كونان في آخر الحلقة 50 بعد شربه خمرة بايكال التي سميت "مشروب الأعشاب"، أو مشكلة الشرب والسُّكْر التي يعاني منها المتحري توغو موري، حيث يُغطى دائمًا عليها في الدبلجة العربية بأنه مريض أو نعسان أو مصاب بالصداع. علاوة على ذلك، غيرت جميع أسماء شخصيات المنظمة التي استلهمت من الخمور، باستثناء "جين" و "بلموت"، مع الحفاظ على ملاحظة "هايبارا" أن أعضاء المنظمة "رائحتهم كريهة".
- الدموية: حاولت الزهرة أن تتجنب ترك لقطات دموية قريبة، أو جروحا مفتوحة، أو تركيزا طويلا على الجثة، لكنها كانت تترك المشاهد الدموية تمر مختصرة. مثلا، في الحلقة 1، أبقي على لقطة الرأس المتطاير في الظلام، والرأس المقطوع عن بعد، لكن المشهد الرئيسي الذي دام ثواني عديدة مع دماء متطايرة (ملونة بالأبيض لتخفيف المشهد حتى في النسخة الأصلية) حذف برمته من النسخة العربية مع تكرار لقطة أخرى فوق الصوت الأصلي. أما في الحلقتين 35-36، بقي مشهد المجرم وهو يحمل رأس الضحية لأنه مصور عن بعد، بينما اختصر المشهد الرئيسي لإكتشاف الجثة المقطعة وهي أطراف متناثرة ورأس متساقط عن جسده، لأنه قريب ويظهر التفاصيل أكثر من اللازم.
- العلاقات الأسرية: كثيرا ما حرفت قرابة الضحية بالمجرم عندما يكون القاتل ابنا أو أخا للمقتول. تقول النسخة العربية أن كوغورو موري طلق زوجته، لكنهما في النسخة الأصلية انفصلا فقط، وكل واحد يعيش في منزل، لكن لا يزالان زوجا وزوجة ويقدمان أنفسهما على ذلك الأساس.
- علاقات الحب: لُقِّبت ران بأنها خطيبة سينشي عوض القول أنها صديقته المقربة كما في النسخة اليابانية. تجنبت الكثير من الحلقات بعد الموسم الأول الحديث عن الحب مباشرة حتى لو كان بين زوجين. يشمل هذا المواقف المحرجة مثل رؤية كونان لشفاه ران وهي نائمة بجواره وشعوره بالإحراج (35) أو معاكسة سينيتشي لران ولمس ملابسها (1) أو كثرة تغيير سونوكو لرأيها بخصوص من تحبه (154) ومعظم هذا غيرت حواراته في النسخة العربية. لكن عندما يكون السياق استنكارا، أحيانا يبقى على هذه المواضيع، مثل حلقة خليلة كوغورو (95) حيث أن سبب معرفتها به تغير في الدبلجة لكن لم يمنع ذلك أن ران لا تزال في النص العربي توبخه على ركوب السيارة مع سيدة، وذهابه إلى جسر مشهور بكثرة ذهاب "الشبان الطائشين" إليه.
- الملابس: قررت الزهرة التعديل على الملابس النسائية القصيرة جدا أو فتحات الصدر الواسعة بالمعالجة الإلكترونية في الموسم الأول، لكن توقفت عن ذلك وصارت تمسح المشهد كله وتكرر لقطة أخرى لا علاقة لها به، مما جلب انتقادات كثيرة جعلتها تعود إلى معالجة إلكترونية أفضل منذ الموسم السادس، ثم منذ 2024 بدأت تعيد إنتاج الحلقات السابقة بمعالجة إلكترونية أفضل. يشمل هذا خاصة أي ظهور تنورات قصيرة للفتيات (اللباس الموحد في المدارس اليابانية خاصةً في مدرسة ران)، لكن لا يمنع بعض الحلقات (205-206) تتحدث في الدبلجة العربية عن "زي قديم أطول"، أو أن "جمال الفتاة سبب للخطر" عندما يقصد النص الأصلي "الملابس التي ترتدينها تجلب لك الخطر" (154).
- السياسة: في الأحداث اللاحقة من القصة، ظهرت أسماء أجهزة أمنية موجودة على أرض الواقع، من اليابان وبريطانيا وأمريكا والأنتربول. غير مركز الزهرة من هذه التسميات بكثافة، ووصل الأمر في الفيلم 24 إلى درجة تحريف الحوار وحتى الصورة التي يفسر أن هناك 3 أجهزة أمنية في اليابان لتصير جهازين فقط. وكالمعتاد في أعمال أخرى من الزهرة، فإن معظم التسميات مثل "وزير" و "نائب" و "سفير" و "مترشح للرئاسة" وغيرها كثيرا ما كانت تستبدل إلى لفظ بدون تفاصيل مثل "مسؤول".
- المواضيع الدينية: معظم المواضيع المتأثرة بعقيدة اليابانيين تغيرت في الدبلجة. مثلا، لم تنقل الترجمة جميع الإحالات على السحر والشعوذة وأساطير المعبودات اليابانية، بل غيرتها بطرق عديدة.
- أسماء الشركات: مثالا على هذا، أسماء السيارات (بورش، سيتروين، إلخ) في الحلقة 219 غيرت في الدبلجة إلى "سيارة حمراء وأخرى خضراء..."
- تغييرات القصة: في الحلقة 177 وهي من الحلقات المهمة المتعلقة بالقصة الرئيسية للعمل، تقول الدبلجة العربية أن جين هو "زعيم المنظمة" (عوض "الذراع الأيمن للزعيم")، وتم تغيير حلقات لاحقة لموافقة هذا التناقض لكن تم التخلي عنه في وقت لاحق. في دبلجة الفيلم 2، تتحدث إحدى الشخصيات عن "القط الأسود" وهو عمل آخر تدبلجه الزهرة، وكذلك الفيلم 1 استعمل موسيقى من أنمي ديجيمون. أعطت هذه التغييرات انطباعا سلبيا عن مركز الزهرة وبدا وكأنها لأهداف تجارية تخدم مركز الزهرة فقط أو نوايا للتوقف عن دبلجة العمل، لكنها قللت من هذه الأساليب لاحقا.

كذلك غُيّرت بعض اعترافات القاتل حيث أن القاتل في النسخة اليابانية لا يبدي ندمه على قتله للضحية أحيانًا (تغيّرت هذه السياسة ابتداءً من الجزء السابع).
يذكر مع هذا أن بعض هذه التغييرات حصلت تغييرات مشابهة لها سببها تغييرات في سياسات الإنتاج اليابانية، لكن على عكس ما يشاع لا دخل مباشر لمركز الزهرة فيها:
- الدموية: بعد أن كانت الدماء تلون بالأبيض، صارت تلون بالأسود أو يقل رسمها كثيرا. علاوة على ذلك، تم التقليل كثيرا من جرائم القتل التي يفجر فيها المجرم ضحيته، بعد أن كانت كثيرة في المواسم الأولى من العمل. يشمل هذا حتى وصف التفاصيل الدموية للجرائم حتى لو كان بالكلام فقط. يعود هذا إلى طلبات من المعلنين وإلى الشريحة العمرية الواسعة المستهدفة.
- الملابس الخليعة: صارت ملابس البطلات أطول من السابق حتى في النسخة الأصلية.
- تغييرات القصة: في الموسم الأول من أنمي المحقق كونان بعرضه الياباني، حصلت تغييرات في اقتباس الحلقات المتعلقة بالمنظمة بطريقة تقلل من دور جين وفودكا في القضايا التي لهم دخل فيها، فصاروا مجرمين بنفس الوجه وألقي القبض عليهما في نسخة الأنمي، وماتت أكيمي ميانو أخت هايبارا لسبب آخر. كان السبب وراء هذا أن العمل السابق للمؤلف (يايبا) حصل على اقتباس إنمي من 52 حلقة انتهى مبكرا بنفس الطريقة بنهاية تحل كل مشاكل القصة، وكان نفس الشيء سيحصل مع أنمي المحقق كونان في الحلقة 50 لكن فريق الإنتاج غير رأيه بسبب النجاح الهائل للفيلم الأول، فاستمر الإنمي مع اقتباس أكثر أمانة وإعادة إقتباس لبعض القضايا.

### الأغاني القصيرة
قام مركز الزهرة بإنتاج إحدى عشرة أغنية قصيرة لا تتعدى مدتها دقيقة واحدة، ولم يقم مركز الزهرة بمثل هذه الخطوة سوى لمسلسل آخر واحد وهو داي الشجاع مما يدل على نجاح الأنمي. أغلب هذه الأغاني ليس لها علاقة بأنمي المحقق كونان بل بمختلف نواحي الحياة. الأغاني هي:
| - لا تُسرف لا تبخل - في جسمي خمسة أعضاء - في الحي شجار قد وقع - عندي موهبة أهواها | - ثرثار - توغو موري - أحب المركز الأول - حاسوبي | - رجال عصابة - موخ..مموخ..مخترع - في المستقبل |

كما قام أستوديو الزهرة قبيل عرض الجزء الرابع في 2007 بإنتاج أغنية حصرية في شكل ومضة إعلان لمعجون أسنان لم تعرض غير ذلك الوقت، وكانت تلك الومضة العرض العربي الوحيد لعدد من المشاهد في الافتتاحية اليابانية الرابعة التي أسقطت تماما من نسخة الدبلجة الرئيسية.

### «فريق المحققين الصغار»
تمت دبلجة المحقق كونان بطريقة «الدبلجة الإسلامية»، تحت اسم «فريق المحققين الصغار» بإنتاج من تهامة للإعلان والعلاقات العامة، وقد تم تحويل اسم كونان إيدوجاوا إلى «كمال بن القاضي منصور»، وتغيرت أسماء باقي الشخصيات إلى أسماء عربية مع حذف أغلب الشخصيات النسائية كليا من القصة، وكما جرت العادة في هذا النوع من الدبلجات حذفت الموسيقى وغُيِّرَت القصة بالكامل وأصبحت الشخصيات تقوم بالاستعاذة بالله والاتكال والحمد في العديد من المواقف، وذكر عذاب القبر ويوم القيامة، وقد عُرض إلى الآن ما يزيد عن 15 حلقة.
لاقت النسخة المدبلجة بهذه الطريقة «فريق المحققين الصغار» اعتراضًا من قبل العديد من الشخصيات المصرية وذلك لما تحتويه من صبغة دينية فكرية وسياسية معينة مسقطة على عمل كرتوني للأطفال. في حين أنه يثير هذا الأسلوب في إعادة تشكيل الأعمال الثقافية المستوردة الجدل بين مدافع ومعارض وسط ظهور طفرة لترجمات شبيهة في قنوات معينة عربية بدعوى وجوب تغيير العمل ثقافيا بصفة كلية وجذرية.

## الملاحظات والمراجع
الملاحظات
1. ↑  名 (ميه) قد تعني شهير، عظيم، ملحوظ، معروف.
2. ↑   الفيلم 1و 2و 3و 4و 5و 6و 7و 8و 9و 10و 19و 20 و21 و22 و23 و24 و25 و26 و27 لم تبث جميعها تلفزيونياً بل عُرضت سينمائياً أو عبر الأنترنت.
3. ↑  تم هذا التغيير في حلقة واحدة فقط، ثم تمّت إعادة تسميتها.
4. ↑  في الجزء الثاني
5. ↑  في الجزء الرابع
6. ↑  في الجزء الخامس
7. ↑  عاد إلى كايتو كيد في الحلقة 381 و382 من الدبلجة.
8. ↑  تم هذا التغيير في حلقات ذكريات من الماضي، ثم تمت إعادة تسميتها.
9. ↑  المقصود أن الدبلجة العربية تعرض في كل جزء حلقات أقصاها 52 حلقة ثم تتوقف عن عرض الحلقات الجديدة إلى أن تنتهي من دبلجة الحلقات الجديدة، ولكن النسخة اليابانية تعرض حلقات جديدة دون توقف.
10. ↑  كريس هي نفسها شارون.

المراجع
1. ↑  "Gosho AOYAMA - Anime News Network، Anime News Network". مؤرشف من الأصل في 2019-04-22. اطلع عليه بتاريخ 2014-05-27.
2. ↑  "المحقق كونان على [[شبكة أخبار الأنمي]]". مؤرشف من الأصل في 2019-05-23. اطلع عليه بتاريخ 2014-10-26. {{استشهاد ويب}}: تعارض مسار مع وصلة (مساعدة)
3. ↑  "Detective Conan Volume 1" (باليابانية). شوغاكوكان. Archived from the original on 2011-05-04. Retrieved 2009-06-11.
4. ↑  "Case Closed- Profiles". فيز ميديا. مؤرشف من الأصل في 2009-06-12. اطلع عليه بتاريخ 2009-06-12.
5. ↑  "أرشيف حلقات المحقق كونان" (باليابانية). شركة يوميأوري الإذاعية. Archived from the original on 2019-05-20. Retrieved 2013-06-08.
6. ↑  "حلقات المحقق كونان على [[شبكة أخبار الأنمي]]". مؤرشف من الأصل في 2019-05-02. اطلع عليه بتاريخ 2014-10-26. {{استشهاد ويب}}: تعارض مسار مع وصلة (مساعدة)
7. ↑  "Détective Conan (TV)". شبكة أخبار الأنمي.com (بالإنجليزية). Archived from the original on 2019-11-12. Retrieved 2012-08-25.
8. ↑  حسب شارة المسلسل
9. ↑  مجموعة فريق المحققين الصغار "كونان" نسخة محفوظة 06 أغسطس 2017 على موقع واي باك مشين.